# Фёдоров, Владимир Вячеславович

Владимир Вячеславович Фёдоров  (род. СССР) — российский военачальник, начальник Иркутского высшего военного авиационного инженерное училища (2000 - 2004), кандидат технических наук, генерал-майор (2001).

## Биография
Родился в 1954 году.
В Советской армии с 1971 года.
В 1976 году окончил Рижское высшее военное авиационное инженерное училище имени Якова Алксниса, с золотой медалью один из лучших военных вузов СССР. 
Владимир Федоров служил в авиационных частях Забайкальского военного округа, в Европе. Прошел все инженерные ступени в ВВС. Имеет боевой опыт. 
До назначением в Иркутск - заместитель командующего воздушной армией ВВС и ПВО.
Генерал-майор.
2000 - 2004 — начальник Иркутского военного авиационно-технического училища. Сменил ушедшего в отставку генерал-майора А. Г. Барсукова легендарного начальника училища.  Фёдоров пришел из эксплуатации, «с бетона», отлично знал тонкости инженерно-авиационной службы. Говорили, что он имел личное отношение к знаменитому полету В.В.Путина на Су-27. В городке ИВАТУ завершилось благоустройство аллеи генерала Калицова.
Кандидат технических наук.
С 2004 года заместитель командующего 6-й армии ВВС и ПВО по ИАС.

## Награды
- Орден «За военные заслуги»
- Орден «За службу Родине в Вооружённых Силах СССР» III степени
- Медаль «За укрепление боевого содружества»
- Медаль «Ветеран Вооружённых Сил СССР»(1990)[5]
- Юбилейная медаль «50 лет Вооружённых Сил СССР»
- Юбилейная медаль «60 лет Вооружённых Сил СССР»[6]
- Юбилейная медаль «70 лет Вооружённых Сил СССР» (1988)
- Медаль «200 лет Министерству обороны»(2002)
- Медаль «За безупречную службу» I степени
- Медаль «За безупречную службу» II степени
- Медаль «За безупречную службу» III степени

- Награждён холодным именным оружием — офицерским кортиком